# Mário Lukunde
Mário Lukunde (ur. 13 maja 1957 w Caimbambo, zm. 26 lutego 2023 w Benguela) – angolski duchowny rzymskokatolicki, w latach 2005–2018 biskup Menongue.

## Życiorys
Święcenia kapłańskie otrzymał 3 lutego 1985 i został inkardynowany do diecezji Benguela. Był m.in. prefektem seminarium w Huambo, rektorem uczelni w Bengueli, a także dyrektorem instytutu nauk religijnych w tymże mieście.
3 sierpnia 2005 został mianowany biskupem diecezji Menongue. Sakry biskupiej udzielił mu 9 października 2005 bp Oscar Lino Lopes Fernandes Braga.
12 marca 2018 papież Franciszek przyjął jego rezygnację z urzędu.